# Route nationale 442
Die Route nationale 442, kurz N 442 oder RN 442, war eine französische Nationalstraße, die von 1933 bis 1973 von Nogent-sur-Seine zu einer Einmündung in die N19 zirka 1,5 Kilometer westlich von Saint-Lyé verlief. Sie stellt eine südlichere Alternative zur N19 dar. Nach der Abstufung 1973 wurde in den 1980er Jahren die Nummer für eine Umgehungsstraße in Saint-Quentin vergeben. Diese wurde 2006 abgestuft und ist Teil der D1029.